# Camilo Pessanha
Camilo Pessanha (7. září 1867 Coimbra – 1. března 1926 Macao) byl portugalský spisovatel a básník. Je považován za největšího portugalského příslušníka symbolismu. Jeho tvorba ovlivnila lyriku Fernanda Pessoy.

## Život
Camilo de Almeida Pessanha se narodil 7. září 1867 ve městě Coimbra. Jeho otec byl Francisco António de Almeida Pessanha a matka Maria do Espírito Santo Duarte Nunes Pereira. Studoval právo na univerzitě v Coimbře. Potom odcestoval do Macaa v Číně, kde se stal učitelem. Zemřel v Makau 1. března 1926.

## Dílo
Byl autorem jen jedné poetické sbírky Clépsidra (1922), která obsahuje hlavně sonety. Napsal také vědecké knihy o kultuře Číny. Naučil se čínsky a překladal čínské básně do portugalštiny.